# Rittershauser Brücke

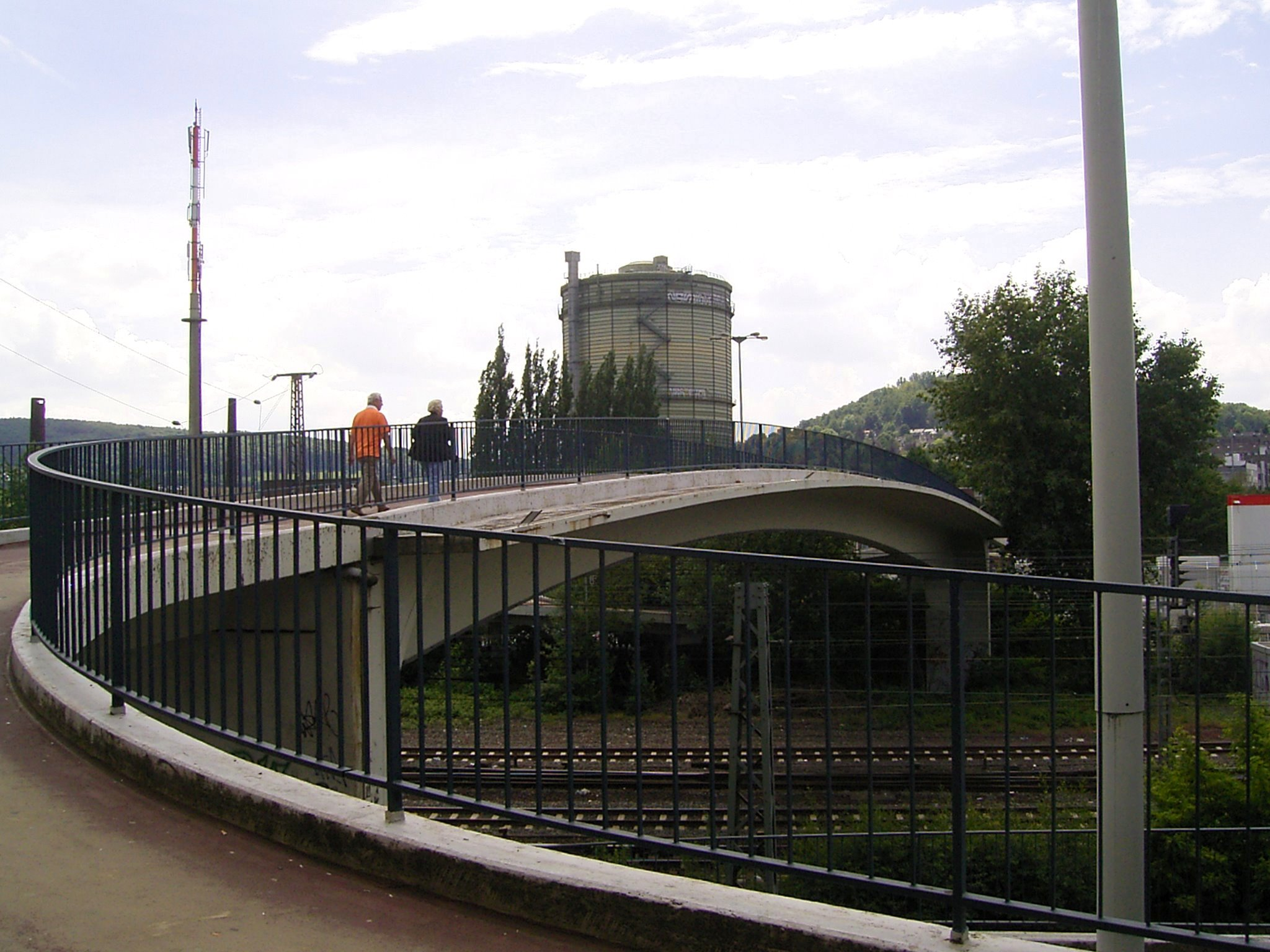
Die Rittershauser Brücke, Blick über die Bahnstrecke in Richtung Norden

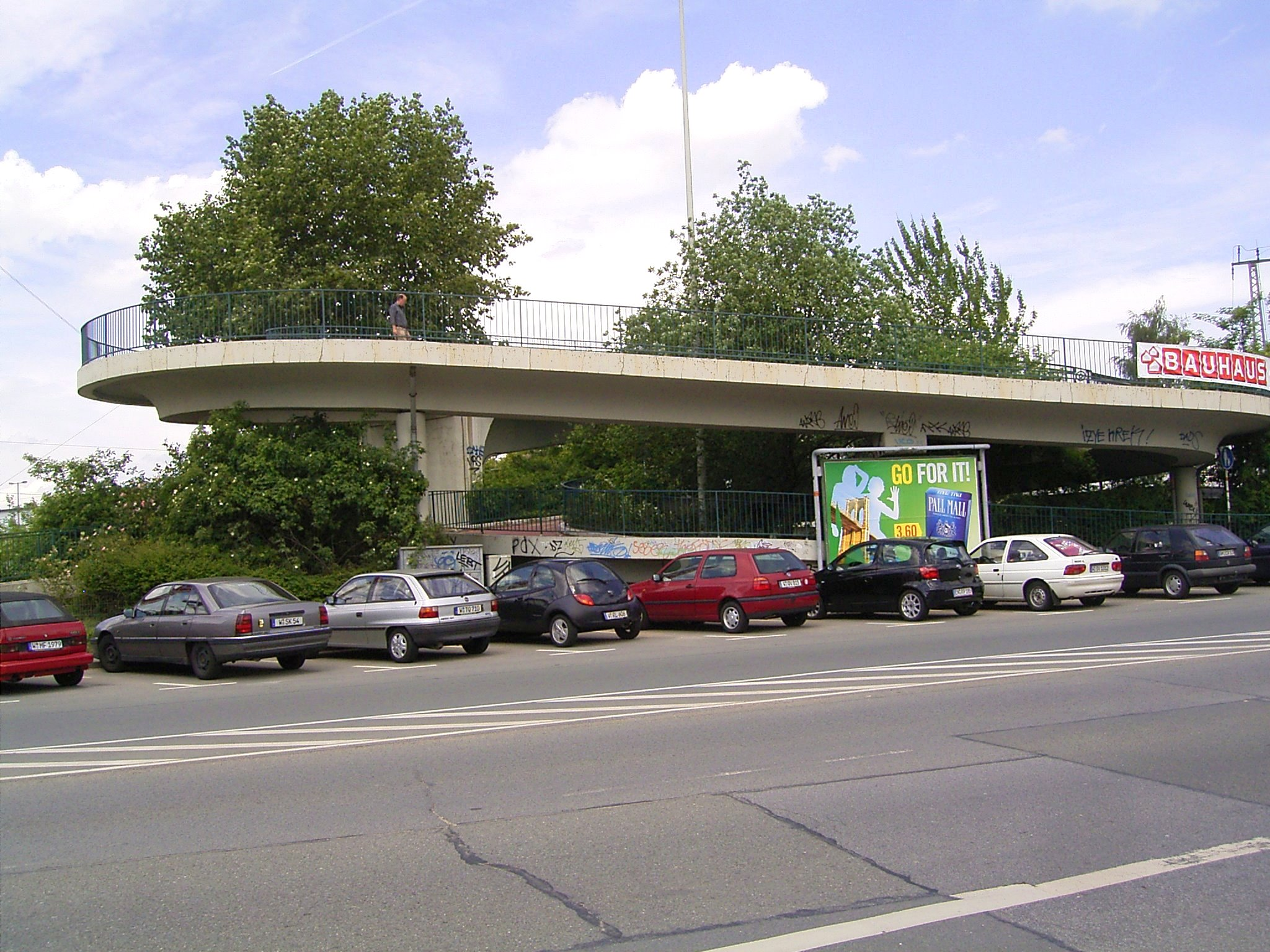
Die Rittershauser Brücke an der Waldeckstraße

Die Rittershauser Brücke ist eine Fußgängerbrücke über die Wupper und die Gleise der Bahnstrecke Elberfeld–Dortmund im Wuppertaler Stadtbezirk Oberbarmen. Im Volksmund wird sie auch Spindelbrücke genannt.

## Topographie
Das nördliche Ende der Brücke befindet sich an der gleichnamigen Straße am rechten Wupperufer, unmittelbar an einem größeren Parkplatz, der als Ritterhauser Platz bezeichnet wird und östlich der Oberbarmer Wagenhalle der Wuppertaler Schwebebahn. Die Straße Rittershauser Brücke, die eine Parallelstraße der Berliner Straße ist, führt im Osten auf die Straße Höfen und beginnt im Westen am Berliner Platz.
Auf dem anderen Wupperufer bildet eine zweite Brückenkonstruktion über die hier neungleisige Bahnstrecke Elberfeld–Dortmund die Verbindung nach Heckinghausen, diese zweite Brücke wie auch die Stichstraße zu diesem Zugang tragen ebenfalls den Namen Rittershauser Brücke. Das südliche Ende dieses Zugangs führt auf die Waldeckstraße (Landesstraße 726).

## Geschichte
Der Ortsname Rittershausen leitet sich ab aus einem alten Hofgut, das erstmals urkundlich in der Beyenburger Amtsrechnung von 1466 als Rittershof erwähnt wurde. Der Hof- und Familienname leitet sich von der Bezeichnung dieser Ortslage im östlichen Barmen als Rittershausen ab. Eine Rittershauser Straße wurde erstmals 1861 erwähnt. Der Name für den Stadtteil Rittershausen, das im 20. Jahrhundert in Oberbarmen umbenannt wurde, blieb nur in den Namen Rittershauser Brücke und Rittershauser Platz erhalten.
Die erste Rittershauser Brücke wurde 1897 erbaut, von diesem Bauwerk ist aber nichts erhalten, da die Brücke 1963 komplett umgebaut wurde. Die Benennung der Straße Rittershauser Brücke erfolgte am 16. September 1968.